# Tadeu Veneri
Antônio Tadeu Veneri (União da Vitória, 10 de fevereiro de 1953) é um funcionário público, político e sindicalista brasileiro. Filiado ao Partido dos Trabalhadores, é deputado federal do Paraná desde 2023. Anteriormente, foi vereador em Curitiba.

## Família, educação e carreira
Nascido em União da Vitória, Veneri é filho e neto de ferroviários. Em 1972, mudou-se a trabalho para Curitiba. Em 1974, começou a estudar Psicologia na Universidade Católica do Paraná e Universidade Federal do Paraná. No entanto, não concluiu o ensino superior.
Veneri foi funcionário do Banco do Brasil. Na década de 1970, atuou no movimento sindical, ajudando trabalhadores a organizarem-se e representando seus homólogos.

## Carreira política
Veneri filiou-se ao PT em 1988. Na eleição de 1992, concorreu a vereador, classificando-se como suplente com 2.391 votos. Empossado em 1995, reelegeu-se para a Câmara de Vereadores de Curitiba em 1996, com 4.075 votos, e em 2000, com 6.150 votos.
Veneri foi eleito para a Assembleia Legislativa em 2002 com 21.326 votos, ou 0,41% dos votos válidos. Foi reeleito deputado estadual outras quatro vezes: em 2006, com 28.204 votos (0,52%); em 2010, com 48.862 votos (0,85%); em 2014, com 42.206 votos (0,73%); e em 2018, com 69.320 votos (1,22%).
Em 2012, Veneri assumiu a liderança da oposição no parlamento paranaense. Durante o governo de Beto Richa, desempenhou a mesma função.
Em 2016, Veneri foi designado o candidato petista à prefeitura da capital na eleição de outubro. O PT não conseguiu fazer coligações com outros partidos nessa oportunidade, saindo com uma chapa própria com o advogado Nasser Allan. Durante a campanha, defendeu a proteção do meio ambiente, a pluralidade cultural, o orçamento participativo e referiu que não empreenderia grandes obras, preferindo focar-se na construção de moradias. No primeiro turno, recebeu 39.758 votos (4,28%), obtendo a sexta colocação. Após cogitar concorrer novamente a prefeito de Curitiba na eleição seguinte, desistiu da ideia em julho de 2020.
Em 2020, Veneri se opôs ao projeto de lei que garantia a abertura de igrejas em tempos de calamidade pública. No mesmo ano, apresentou parecer favorável a projeto que punisse a disseminação de notícias falsas que "contrariem, alterem ou distorçam orientações e determinações emitidas pelas autoridades de saúde nas estratégias de enfrentamento à pandemia."
No âmbito partidário, Veneri integra a Militância Socialista, uma corrente do PT. De acordo com Veneri, a Militância Socialista era uma "alternativa às correntes internas que vêm deixando de lado os referenciais de luta e compromisso com os trabalhadores em troca das facilidades de um sistema institucional, que não trabalha com a perspectiva de construção de uma sociedade justa e igualitária", conforme declarou em 2009.
Veneri foi eleito deputado federal nas eleições de 2022. 

### Desempenho eleitoral
| Ano  | Cargo                        | Votos  | Resultado  | Ref    |
| ---- | ---------------------------- | ------ | ---------- | ------ |
| 1992 | Vereador de Curitiba         | 2.391  | Suplente   | [ 6 ]  |
| 1996 | Vereador de Curitiba         | 4.075  | Eleito     | [ 7 ]  |
| 2000 | Vereador de Curitiba         | 6.150  | Eleito     | [ 8 ]  |
| 2002 | Deputado Estadual do Paraná  | 21.326 | Eleito     | [ 9 ]  |
| 2006 | Deputado Estadual do Paraná  | 28.204 | Eleito     | [ 10 ] |
| 2010 | Deputado Estadual do Paraná  | 48.862 | Eleito     | [ 11 ] |
| 2014 | Deputado Estadual do Paraná  | 42.206 | Eleito     | [ 12 ] |
| 2016 | Prefeito de Curitiba         | 39.758 | Não Eleito | [ 25 ] |
| 2018 | Deputado Estadual do Paraná  | 69.320 | Eleito     | [ 26 ] |
| 2022 | Deputado Federal pelo Paraná | 84.758 | Eleito     | [ 27 ] |